# 朴煥熙
朴煥熙（韓語：박환희，1990年10月13日—），韓國女演員。曾擔任網拍與雜誌的模特兒，2015年參與演出《學校 2015》，正式以演員身份出道。

## 個人生活
2011年7月30日與韓國饒舌歌手申東烈結婚，並於2012年誕下兒子。两人的婚姻僅維持了一年多，於2013年1月7日向首爾家庭法院提交協議離婚申請書，同年4月16日正式離婚。

## 影視作品

### 電視劇
- 2015年：KBS《學校 2015》飾演 慶真
- 2016年：KBS《太陽的後裔》飾演 崔敏智
- 2016年：KBS《任意依戀》飾演 高娜麗（少年）
- 2016年：SBS《嫉妒的化身》飾演 金秀晶
- 2017年：MBC《王在相愛》飾演 王丹
- 2018年：KBS《你也是人類嗎》飾演 徐藝娜
- 2021年：tvN《智異山》飾演 崔希媛
- 2023年：MBC《Numbers：大廈之林的監視者們》飾演 孫惠媛
- 2023年：KBS《婚禮大捷》飾演 驪州嬸
- 2024年：Netflix《炸雞奇遇記》饰演 朴代表（特别出演）
- 2025年：tvN《未知的首爾》飾演 金羅莎（青年時期）

### 电影
- 2022年：《不羁夜2022》饰演 秀景

## 外部連結
- 朴煥熙的Instagram帳戶
- 朴煥熙在NAVER上的资料
- 朴煥熙在互联网电影资料库（IMDb）上的資料（英文）
- 朴煥熙在豆瓣上的资料（简体中文）